# Тайерс, Мэдди
Мэдди Тайерс (англ. Maddy Tyers; род. 7 августа 1989, Мельбурн, Виктория, Австралия) — австралийская актриса и певица, известная по роли Аманды Тукки в сериале «Принцесса и слон». У Мэдди есть младшая сестра Имоджен. Профессионально занималась танцами 10 лет. До того как стать актрисой, Мэдди работала няней в детском садике.

## Творческая деятельность
- «Fast Lane (фильм)» (2007 год)
- «Принцесса и слон» (2008—2009 год)